# Eucalyptus melliodora
Eucalyptus melliodora és una espècie de planta de la família de les Mirtàcies.

## Descripció
És un arbre de mida mitjana a ocasionalment gran d'eucaliptus. L'escorça és variable, podent variar des de llisa amb una mica d'irregularitat, fins a fibrosa que pot cobrir la major part del tronc, densa o lleugerament adherida, gris, groga o cafè vermellosa, ocasionalment basta, gruixuda, i cafè fosc a negre; mudant des de les branques superiors per a deixar una superfície llisa blanca o groguenca.
Les fulles són pedunculades (amb pecíols), estretament lanceolades, de 14 x 1,8 cm, concoloroses, opaques, verdes clar o verdes pissarra. La vena intermarginal (òbvia en la majoria de les fulles d'eucaliptus, ja que la vena de la fulla queda a prop del marge de la mateixa en una forma circumferencial) és marcadament distant dels marges de la fulla en aquesta espècie. Això passa tant a les fulles adultes com a les juvenils.

## Distribució
L'arbre es troba àmpliament distribuït a les planes de l'est i altiplans de l'oest de Victòria, Nova Gal·les del Sud fins al centre-sud de Queensland.

## Usos
E. melliodora és considerat com el millor arbre natiu per a la productes de mel. Aquesta té un bell color daurat i un excel·lent gust. La fusta té un color cafè pàl·lid, és densa i pesada (aproximadament 1100 kg/m³), és resistent al deteriorament i ha estat usada per a dorments, pals, tanques i ponts. La seva fusta s'utilitza per a la producció de mobles.

## Galeria

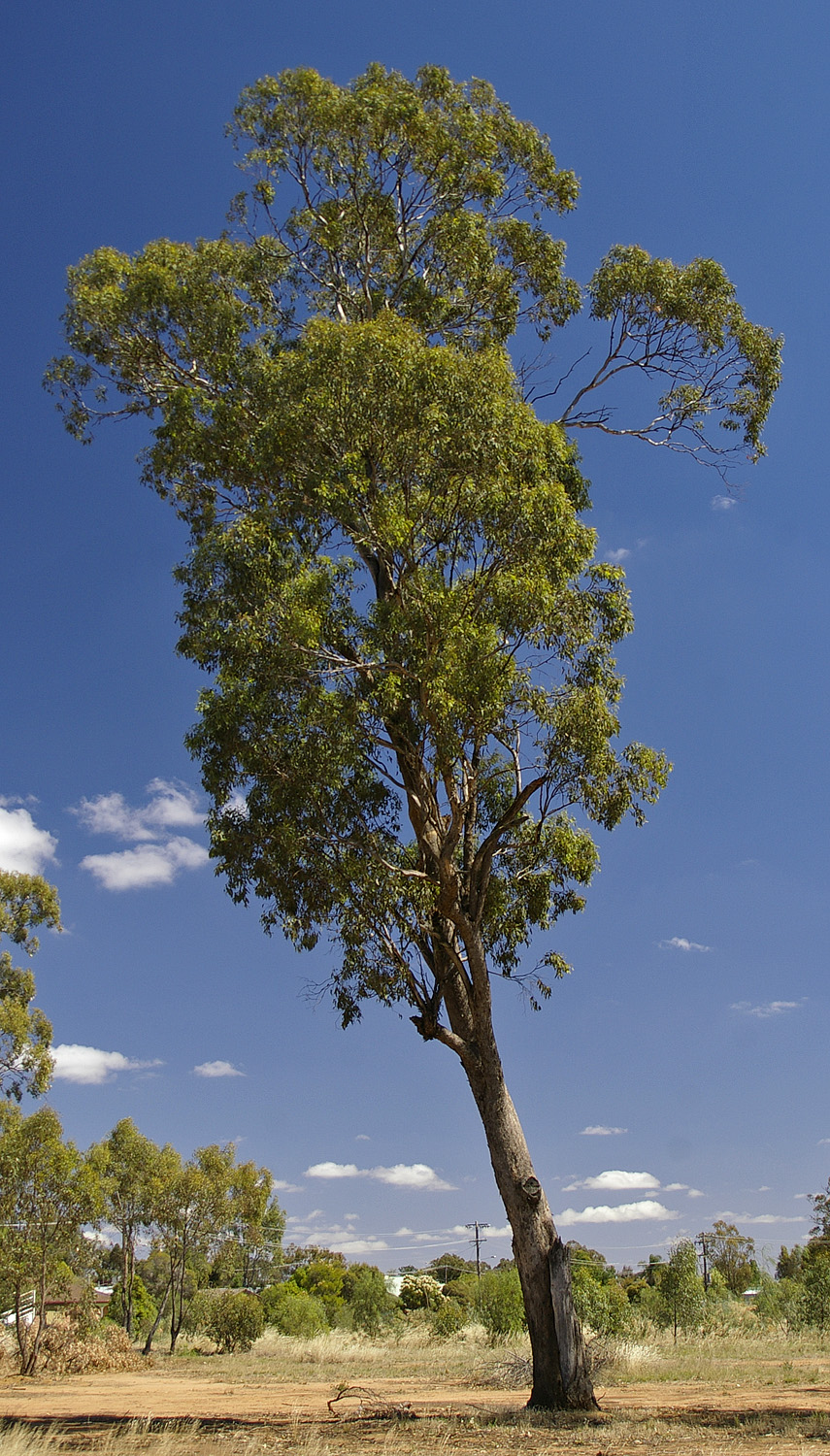
E. melliodora a Wagga Wagga (Nova Gal·les del Sud)
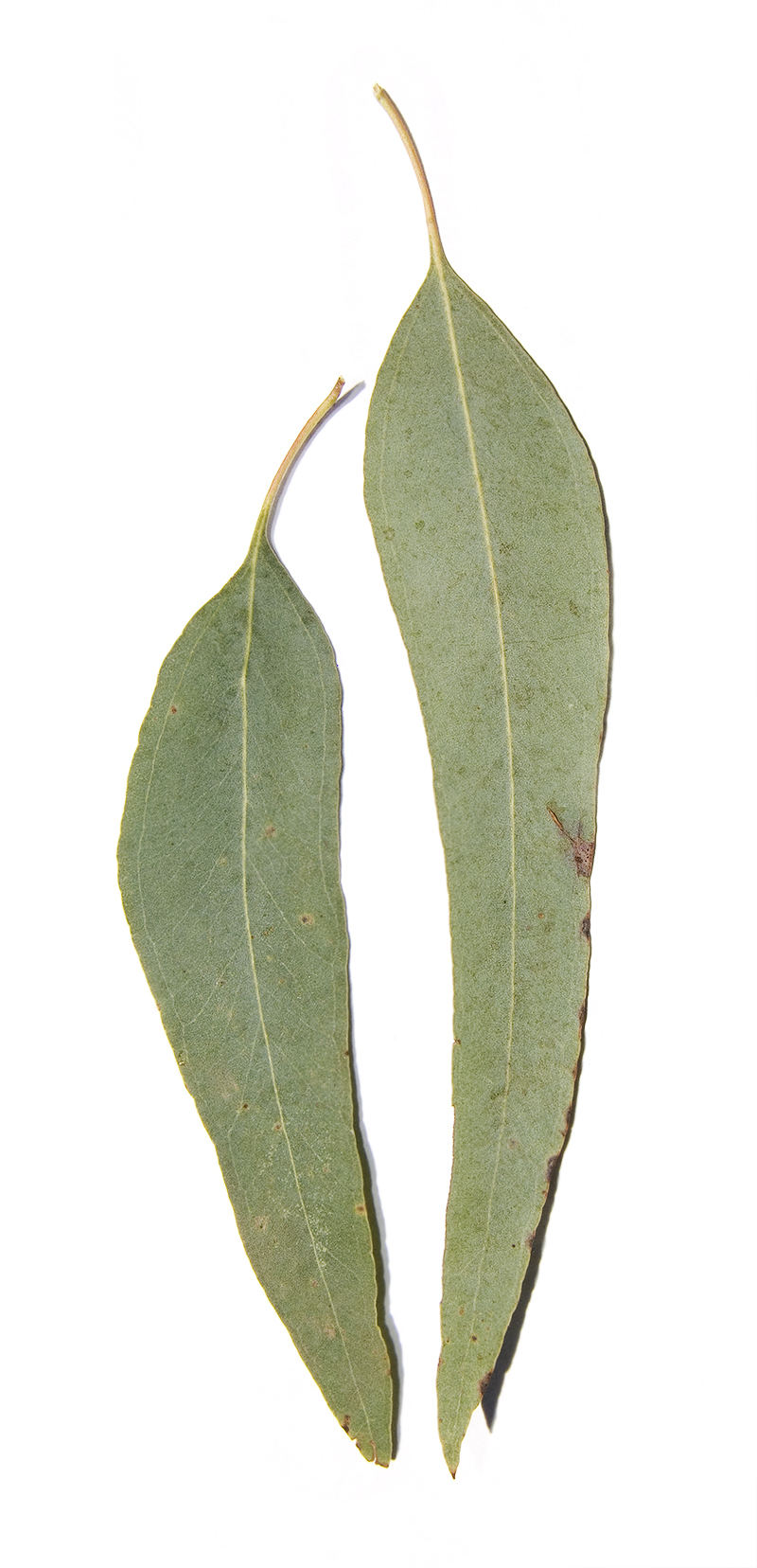
Fulles
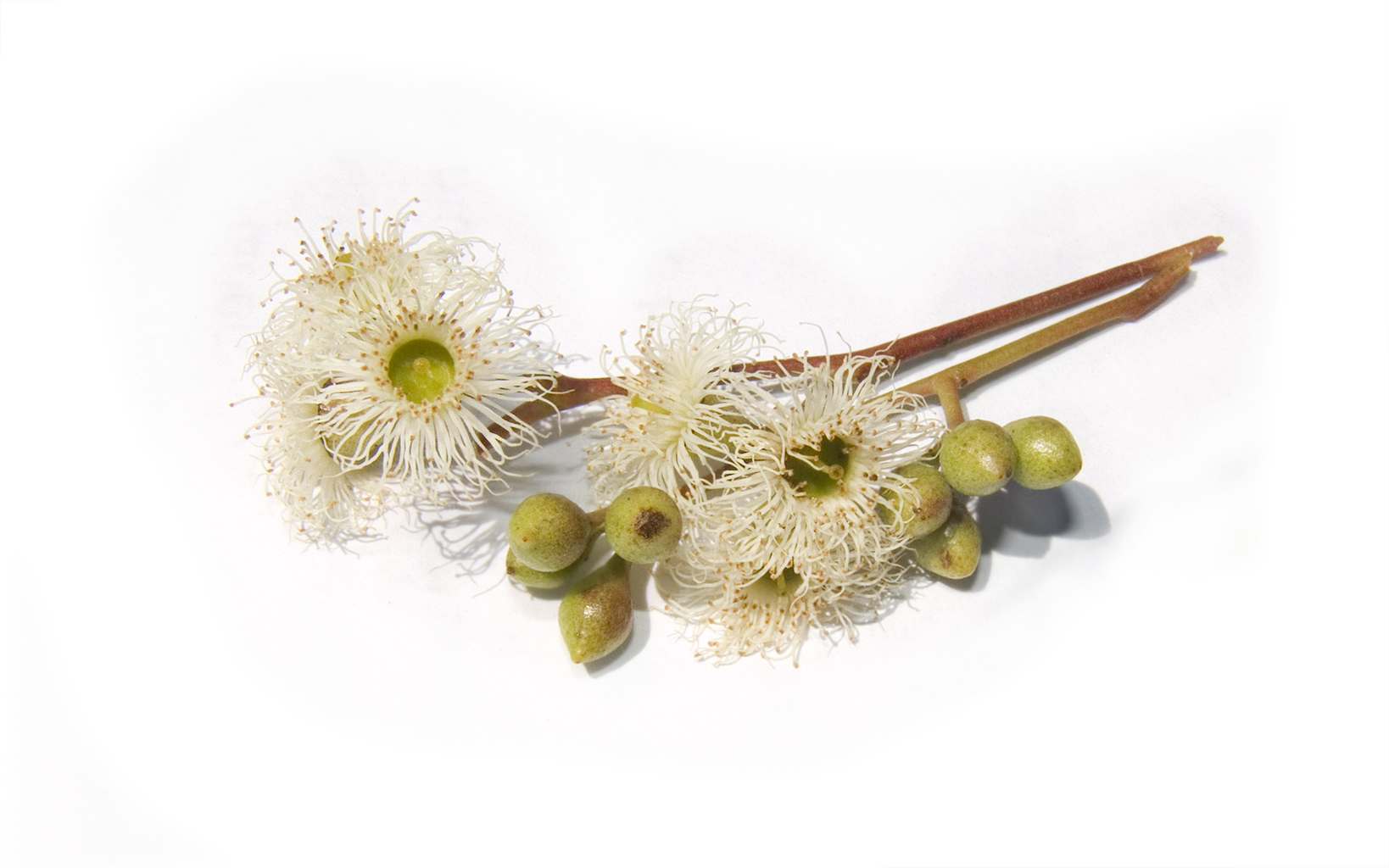
Detall de les flors
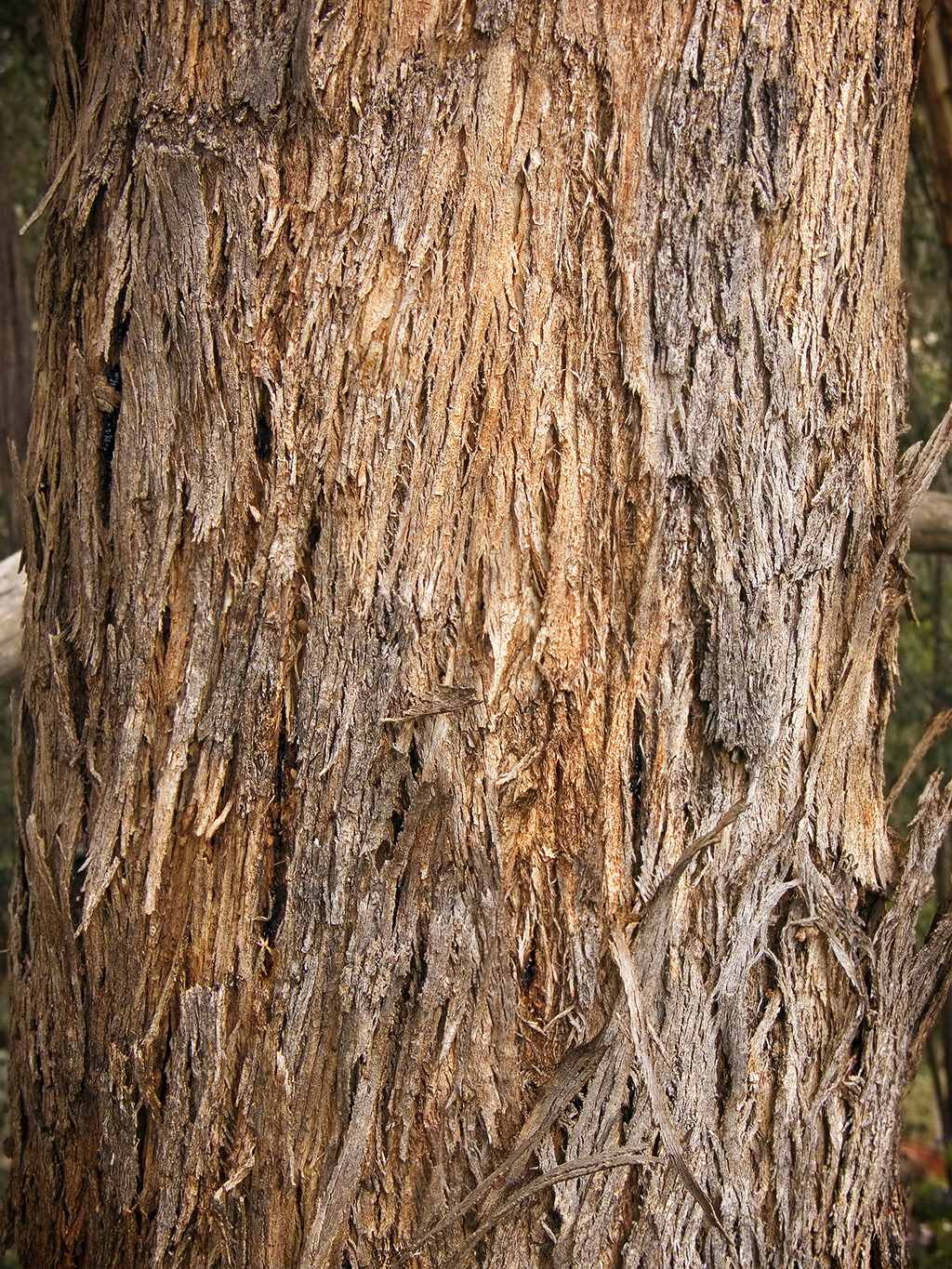
Escorça
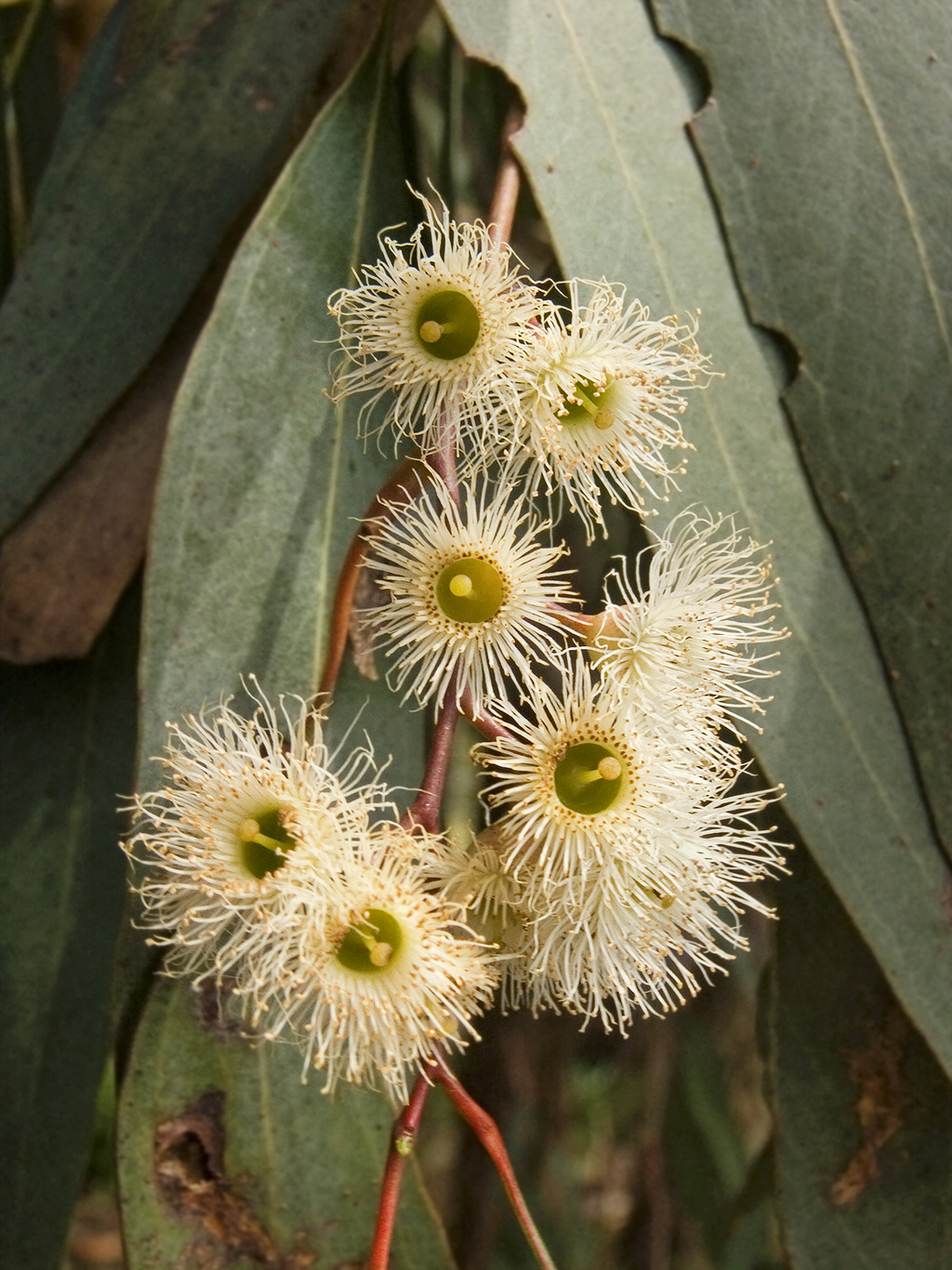
Flors